# إراستوس بنسون
إراستوس بنسون (بالإنجليزية: Erastus Benson)‏ هو مصرفي أمريكي، ولد في 1854، وتوفي في 1932.

## وصلات خارجية
- إراستوس بنسون على موقع ميوزك برينز (الإنجليزية)